# Йохан Адолф фон Даун-Фалкенщайн
Йохан Адолф фон Даун-Фалкенщайн (на немски: Johann Adolf von Daun-Falkenstein; * 1581/1582; † 13 март 1623) от фамилията Даун, е граф на Фалкенщайн и Лимбург и чрез наследство господар на Бройч и Бюргел (1598 – 1613).

## Живот
Той е син на граф Вирих VI фон Даун-Фалкенщайн († 1598) и втората му съпруга графиня Елизабет фон Мандершайд-Бланкенхайм (1544 – 1586), дъщеря на граф Арнолд I фон Мандершайд-Бланкенхайм (1500 – 1548) и графиня Маргарета фон Вид (1516 – 1571). Кръстен е в дворец Бройч. Неговите кръстници са чичо му, страсбургският епископ Йохан IV фон Мандершайд-Бланкенхайм, и по-делечният му чичо Адолф фон Нойенар.
Когато през 1598 г. баща му е убит при дворец Бройч от испанците, той следва заедно с брат си Вирих (1582 – 1607) в университета в Орлеан. Според желанието на мащехата му Анна Маргарета фон Мандершайд-Геролщайн (1575 – 1606) през 1599 г. Арнолд фон Бентхайм-Текленбург (1554 – 1606) поема опекунството. Мащехата му Анна Маргарета се омъжва през 1601 г. за граф Лудвиг Гюнтер фон Насау (1575 – 1604).
Двамата братя следват до 1602 и се връщат в Бойч през 1603 г. заедно с братовчед им Вилхелм Хайнрих фон Бентхайм-Щайнфурт (1584 – 1632).
Той умира преди 6 април 1623 и е погребан на 23 май 1623 г.

## Фамиллия
Йохан Адолф се сгодява през есента на 1609 и се жени на 3 февруари 1611 г. в Диленбург за графиня Анна Мария фон Насау-Зиген (* 3 март 1589, дворец Дилленбург; † 27 февруари 1620), дъщеря на граф Йохан VII фон Насау-Зиген (1500 – 1548) и първата му съпруга Магдалена фон Валдек. Те имат децата:
- Мориц (1612 – 1612)
- Вилхелм Вирих (1613 – 1682), господар на Бройч и Бюргел (1623 – 1682), граф на Фалкенщайн (1636 – 1667), женен I. на 26 октомври 1634 г. във Валдек за братовчедката си Елизабет фон Валдек-Вилдунген (1610 – 1647), дъщеря на граф Кристиан фон Валдек-Вилдунген, II. 1663 г. за Агнес Катарина фон Лимбург-Бронкхорст (1629 – 1686), дъщеря на Бернхард Албрехт фон Лимбург-Бронкхорст-Щирум
- Ернестина
- Емих (ок. 1614 – 1642), женен 1642 г. в Кьолн за графиня Александрина Мария фон Фелен-Меген († 1656), дъщеря на Александер II фон Велен
- Анна Елизабет (1615 – 1706), омъжена на 6 август 1636 г. за граф генерал Йохан Албрехт II фон Золмс-Браунфелс (1599 – 1648), син на Йохан Албрехт I фон Золмс-Браунфелс и Агнес фон Сайн-Витгенщайн
- Вилхелм